# Candy Eyed
Después de un descanso de tres años y escribir más de 70 canciones, Katy Rose lanza su segundo álbum llamado "Candy Eyed".

## Lista de canciones
1. "Love is Suicide"
2. "Rosemary"
3. "Monotone"
4. "Cool Whip"
5. "Pornography"
6. "Sloth"
7. "Happy Crazy"
8. "Dancin' For"
9. "All Silver Rusts"
10. "Unprofessional"
11. "Untitled" (Bonus Track)